# Chichkina (raïon de Plessetsk)
Chichkina (en russe : Шишкина) est un hameau russe situé dans le raïon de Plessetsk dans l'ouest de l'oblast d'Arkhangelsk. Il fait partie du Nord russe, au sein du parc national de Kenozero, et sa population s'élevait à 9 999 habitants en 2012. Le hameau de Verchinino se situe à l'ouest du hameau.

## Géographie
Chichkina est située dans l'ouest de l'oblast d'Arkhangelsk, un sujet de Russie européenne qui fait partie du district fédéral du Nord-Ouest. La localité se trouve dans le sud-ouest du raïon de Plessetsk, un des raïons de l'oblast. Le hameau se trouve à environ 130 kilomètres au sud-ouest du centre administratif du raïon, la commune urbaine de Plessetsk.
Le hameau se situe sur une rive du centre-nord du lac Kenozero, dans la région naturelle du Kenozerié, région entièrement comprise dans le parc national de Kenozero qui a été créé en 1991.
De 2004 jusqu'à la suppression des municipalités du raïon en 2021, le hameau faisait partie de la municipalité de Kenozero,.
Chichkina, comme tout l'oblast d'Arkhangelsk, est située dans le fuseau horaire MSK (heure de Moscou). Le décalage horaire appliqué par rapport au temps universel coordonné est +03:00.

## Démographie
Recensements (*) ou estimations de la population,,:
En 2002, la population était à 100 % composée de Russes.
|       | \| 2002* \| 2010* \| 2012 \| - \| \| ----- \| ----- \| ---- \| - \| \| 46 \| 46 \| 56 \| - \| |      |   |
| 2002* | 2010*                                                                                         | 2012 | - |
| 46    | 46                                                                                            | 56   | - |

## Culture locale et patrimoine
La chapelle Tikhvine se situe dans le village. Le monument est classé objet patrimonial culturel de Russie d'importance régionale.